# Ephraim George Squier
Ephraim George Squier (17 giugno 1821 – 17 aprile 1888) è stato un archeologo e editore statunitense.

## Biografia
Mentre era editore di un settimanale di Chillicothe (Ohio), la Scioto Gazette, Squier collaborò col fisico Edwin H. Davis alla stesura del libro Ancient Monuments of the Mississippi Valley, edito nel 1848. Il lavoro fu una pietra miliare della ricerca scientifica statunitense, lo studio di una popolazione preistorica costruttrice di tumuli dell'America settentrionale, e prima uso dell'archeologia come disciplina scientifica. Il libro fu il primo volume della serie Contributions to Knowledge edita dallo Smithsonian Institution, nonché la sua prima pubblicazione.
Tra i principali risultati raggiunti da Squier e Davis vi fu l'approccio sistematico per l'analisi e la documentazione dei siti esaminati, tra cui Great Serpent Mound a Peebles, in Ohio, che scoprirono nel 1846, e la mappatura del gruppo di villaggi di Chillicothe, restaurati utilizzando i loro dati ed oggi facenti parte dell'Hopewell Culture National Historical Park.
Tra il 1846 ed il 1869 Squier fu un diplomatico, rappresentando gli Stati Uniti in America Latina. Uno degli obbiettivi raggiunti fu il trattato di Clayton-Bulwer. In questo periodo condusse studi archeologici ed etnologici, soprattutto in Honduras ed in Perù.
Sposò Miriam Florence Folline nel 1858 da cui divorziò nel 1873 senza avere figli.